# 漢特洋

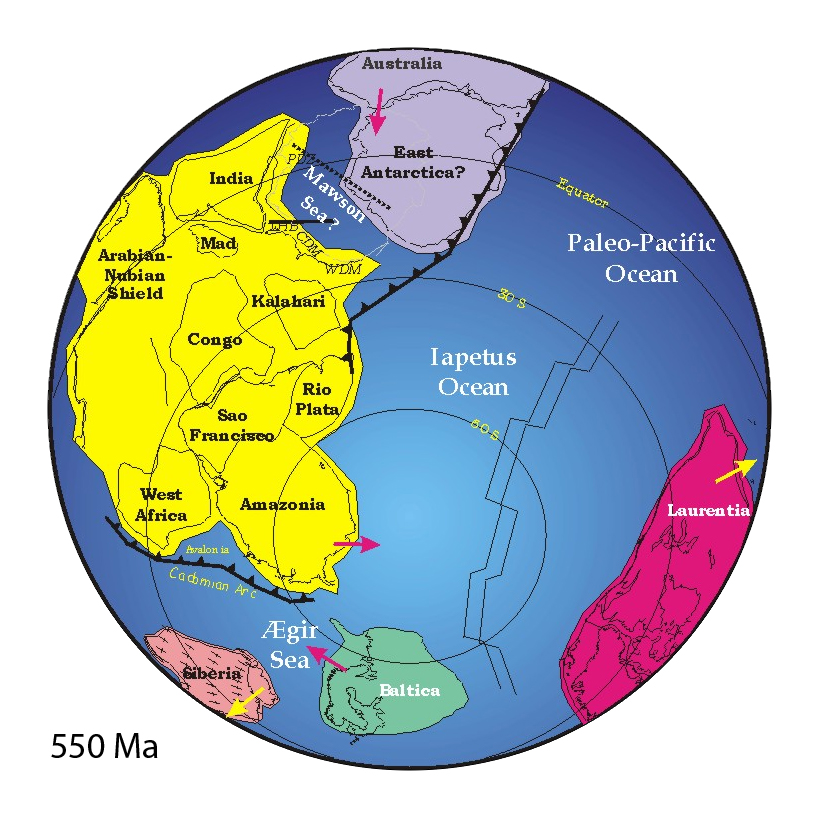
5億5000萬年前的地球，時約埃迪卡拉紀。漢特洋位於下方的波羅地大陸與西伯利亞大陸之間

漢特洋（Khanty Ocean）是個史前小型海洋，存在於前寒武紀到志留紀之間，大約8億到4億1700萬年前，另有理論認為是6億到4億1700萬年前。漢特洋位於波羅地大陸與西伯利亞大陸之間，北緣泛大洋（Panthalassa），東北接鄰原特提斯洋，東邊與南邊則接鄰古特提斯洋。
在潘諾西亞大陸（存在於六億年前）分裂後，其中的原勞亞大陸進一步分裂成勞倫大陸、波羅地大陸、西伯利亞大陸，波羅地大陸與西伯利亞大陸之間形成漢特洋，而勞倫大陸與波羅地大陸則形成巨神海（Iapetus Ocean）。
在志留紀時期，一個名為薩克馬爾島弧的島弧，與波羅地大陸碰撞、接合，導致漢特洋的閉合、消失。而薩克馬爾島弧的東北側，則出現一個新海洋，名為烏拉爾洋（Ural Ocean）。